# Aurelius Marie
Pour les articles homonymes, voir Marie.
 (juin 2019).
Si vous disposez d'ouvrages ou d'articles de référence ou si vous connaissez des sites web de qualité traitant du thème abordé ici, merci de compléter l'article en donnant les références utiles à sa vérifiabilité et en les liant à la section « Notes et références ».
Aurelius Marie, né le 23 décembre 1904 à Portsmouth au Royaume-Uni et mort le 28 septembre 1995, est un homme d'État britannique, président du Commonwealth de la Dominique de 1980 à 1983.
Il a exercé les fonctions de magistrat et de juriste avant son élection. Le 25 février 1980, la Chambre d'assemblée élit ensuite Aurelius Marie à la présidence. Marie a prêté serment le lendemain devant le juge Cecil Hewlett. Il a exercé les fonctions de président jusqu'en 1983.